# Supercupa României 2019
 Supercupa României 2019 a fost cea de-a 21-a ediție a Supercupei României. Meciul a avut loc între campioana Ligii I, CFR Cluj, și câștigătoarea Cupei României 2018-19, Viitorul Constanța. 
Meciul s-a disputat pe Stadionul Ilie Oană , iar brigada de arbitrii a fost condusă de Sebastian Colțescu. 
Echipa de fotbal FC Viitorul a câștigat în premieră Supercupa României după ce a învins-o pe campioana en titre CFR Cluj cu 1-0.

## Echipe
| Echipă             | Calificare                           | Participări anterioare (cu caractere aldine indică câștigatoarea) |
| ------------------ | ------------------------------------ | ----------------------------------------------------------------- |
| CFR Cluj           | Câștigătoare a Ligii I 2018–19       | 5 ( 2009, 2010, 2012, 2016, 2018 )                                |
| Viitorul Constanța | Câștigătoare aCupei României 2018–19 | 1 ( 2017 )                                                        |

## Detaliile meciului
| CFR Cluj | 0–1                        | Viitorul Constanța |
| -------- | -------------------------- | ------------------ |
|          | Report 1 Report 2 Report 3 | Artean 86'         |

| CFR Cluj | Viitorul Constanța |

|              |    |                    |     |     |
|              |    |                    |     |     |
| GK           | 87 | Giedrius Arlauskis |     |     |
| RB           | 77 | Andrei Peteleu     |     |     |
| CB           | 55 | Paulo Vinícius     |     |     |
| CB           | 30 | Andrei Mureșan     |     |     |
| LB           | 45 | Camora (c)         | 90' |     |
| RCM          | 37 | Mihai Bordeianu    |     |     |
| CM           | 08 | Damjan Djoković    | 28' |     |
| LCM          | 94 | Cătălin Itu        |     | 46' |
| RW           | 10 | Ciprian Deac       |     |     |
| CF           | 09 | Billel Omrani      | 12' | 75' |
| LW           | 18 | Valentin Costache  |     | 70' |
| Substitutes: |    |                    |     |     |
| DF           | 03 | Andrei Burcă       |     |     |
| MF           | 07 | Alexandru Păun     |     |     |
| GK           | 12 | Cosmin Vâtcă       |     |     |
| DF           | 16 | Mateo Sušić        |     |     |
| MF           | 19 | Emmanuel Culio     |     | 46' |
| FW           | 20 | George Țucudean    |     | 75' |
| MF           | 62 | Claudiu Petrila    |     | 70' |
| Manager:     |    |                    |     |     |
| Dan Petrescu |    |                    |     |     |

| GK            | 1  | Árpád Tordai       |     |     |
| RB            | 5  | Sebastian Mladen   |     |     |
| CB            | 15 | Bogdan Țîru (c)    |     |     |
| CB            | 21 | Paul Iacob         | 41' |     |
| LB            | 6  | Bradley de Nooijer |     | 73' |
| RCM           | 19 | Lyes Houri         |     |     |
| CM            | 18 | Andrei Artean      | 86' |     |
| LCM           | 11 | Ionuț Vînă         |     |     |
| AM            | 28 | Alexandru Mățan    |     |     |
| FW            | 9  | Gabriel Iancu      | 50' | 61' |
| FW            | 99 | George Ganea       |     | 72' |
| Substitutes:  |    |                    |     |     |
| DF            | 4  | Bas Kuipers        |     | 73' |
| GK            | 12 | Valentin Cojocaru  |     |     |
| MF            | 20 | Andrei Tîrcoveanu  |     |     |
| DF            | 25 | Marius Leca        |     | 72' |
| MF            | 30 | Andreias Calcan    |     | 61' |
| MF            | 77 | Vlad Achim         |     |     |
| MF            | 80 | Alexi Pitu         |     |     |
| Manager:      |    |                    |     |     |
| Gheorghe Hagi |    |                    |     |     |

## Legături externe
- Supercupa României pe FRF.ro